# Cavaleiros da Távola Redonda

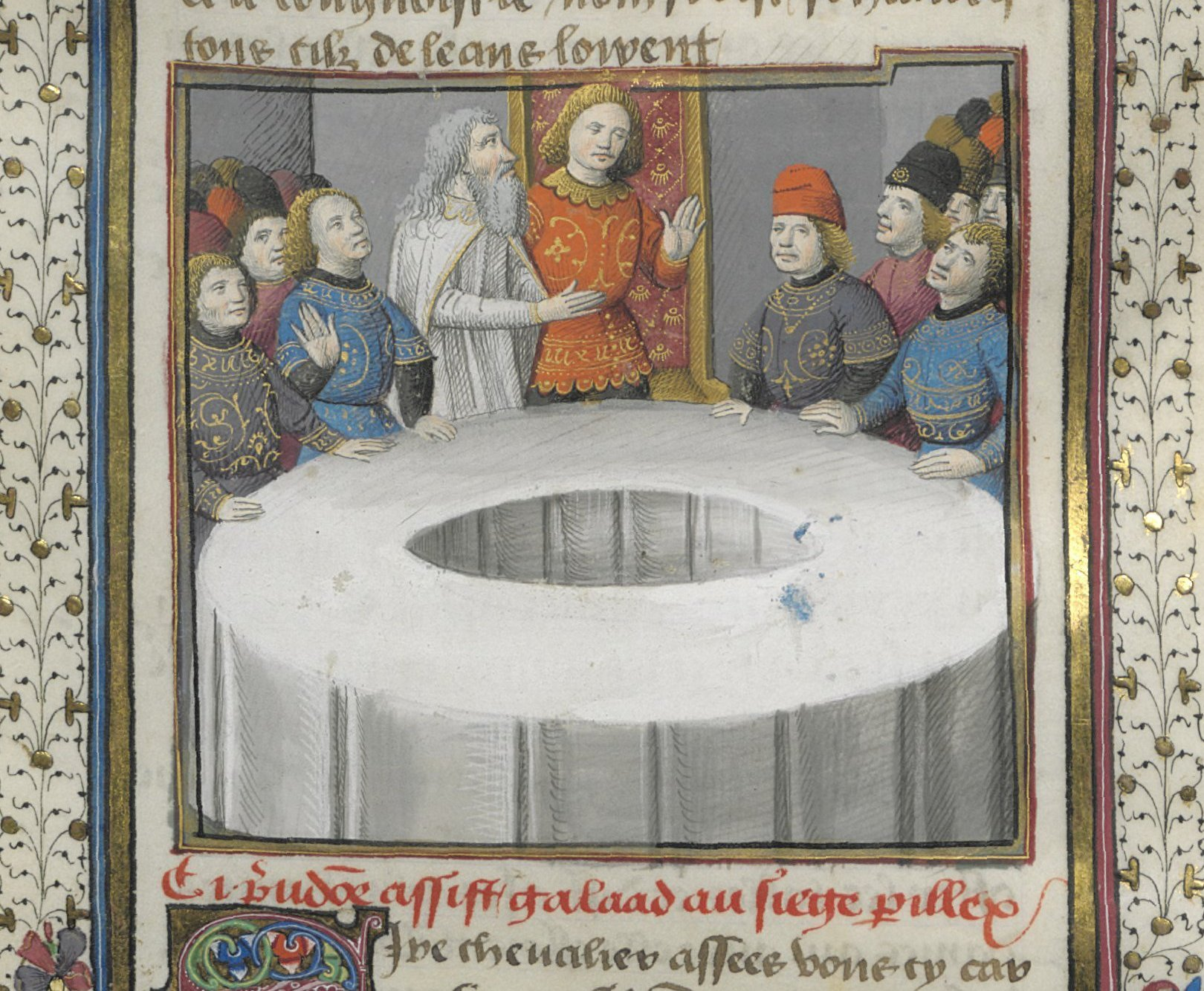
Cerco de Galahad

Os Cavaleiros da Távola Redonda, segundo a lenda, foram os homens premiados com a mais alta ordem da Cavalaria, na corte do Rei Artur, no Ciclo Arturiano. A Távola Redonda, ao redor da qual eles se reuniam, foi criada com este formato para que não tivesse cabeceira, representando a igualdade de todos os seus membros. Em diferentes histórias, varia o número de cavaleiros, indo de 12 a 150 ou mais.

## Código de Cavalaria
Thomas Malory descreve o Código dos Cavaleiros como:
- 1 - Buscar a perfeição humana
- 2 - Retidão nas ações
- 3 - Respeito aos semelhantes
- 4 - Amor pelos familiares
- 5 - Piedade com os enfermos
- 6 - Doçura com as crianças e mulheres
- 7 - Ser justo e valente na guerra e leal na paz

## Origens da Távola Redonda
O primeiro escritor a descrever a Távola Redonda foi o poeta do século XII, Wace, cujo Roman de Brut tomou como base a Historia Regum Britanniae de Geoffrey de Monmouth. Este recurso foi utilizado por muitos autores subseqüentes. Todavia, mesmo os primeiros autores atribuem a Arthur um séquito de guerreiros extraordinários.
Em Geoffrey, a corte de Arthur atrai os maiores heróis de toda a Europa. No material arturiano galês, muito do qual está incluído no Mabinogion, são atribuídas habilidades sobre-humanas aos homens de Artur. Alguns dos personagens do material galês aparecem mesmo sob nomes alterados como Cavaleiros da Távola Redonda nos romances continentais, os mais notáveis dos quais são Cai, Bedivere, Gawain e Galahad aquele que conseguiu encontrar o Santo Graal.

## Assento perigoso
O assento ou cadeira perigosa, segundo a obra fictícia de Howard Pyle, era aquela que ficava à frente daquela destinada ao Rei Arthur, na Távola Redonda; nele se sentaria o mais nobre, forte e hábil cavaleiro de todos os tempos. Era conhecido como "Assento Perigoso" porque todos que se sentassem e não fossem o tal cavaleiro morreriam ou sofreriam muito após três dias. Muitos cavaleiros da Távola Redonda na época do Rei Uther-Pendragon morreram porque experimentaram se sentar no Assento Perigoso. O único homem que pôde de fato sentar-se no Assento foi Sir Galahad, que também foi o quinquagésimo e último integrante da Lendária Távola Redonda que preenche as magníficas histórias do Grande Rei Arthur e de seus nobres cavaleiros. Quando apresentou a távola ao Rei Artur, o mago Merlin teria apontando a cadeira diante do Assento Real e dito (página 164 da tradução brasileira): "Meu senhor Rei, aquele é chamado o Assento Perigoso, pois só um homem neste mundo poderá se sentar ali, e aquele homem ainda não nasceu".

## Lista de cavaleiros da Távola Redonda
Teoricamente, a Távola Redonda teria apenas 12 ou 24 cavaleiros, conforme as versões. No entanto, nas várias histórias e versões das lendas, aparecem referidos como cavaleiros mais de uma centena de nomes, dos quais os mais famosos vão a seguir referidos.
Nota: Nas versões medievais portuguesas das histórias da Távola Redonda, os nomes dos cavaleiros eram muitas vezes precedidos do título de nobreza "Dom". Modernamente, por influência anglo-saxônica, mesmo na Língua Portuguesa passou a ser comum proceder os nomes pelo título britânico correspondente ("Sir")
| Nome                  | Variantes do Nome                                                                    | Alcunha                                                        | Descrição | Obras Literárias               |
| --------------------- | ------------------------------------------------------------------------------------ | -------------------------------------------------------------- | --- | ------------------------------ |
| Accolon               | Acolon                                                                               | Accolon de Gália                                               | Amante de Morgana e inimigo de Artur                                                                                              |                                |
| Aglovale              |                                                                                      |                                                                | Filho do rei Pellinore de Listinoise                                                                                              |                                |
| Agravain              | Agraveine                                                                            |                                                                | Filho do rei Lot de Orkney |                                |
| Bedivere \|/\, Bedwyr |                                                                                      | Condestável e um dos principais conselheiros de Artur          | |                                |
| Boors                 | Bors, Bohort, Bohor                                                                  | Boors, o Exilado                                               | Rei de Gaunes (Gália), irmão de Leonel, primo de Lancelot e de Heitor. Um dos que chegaram ao fim da demanda do Graal             |                                |
| Breunor               |                                                                                      | La Cote Male Taile                                             | |                                |
| Cador                 |                                                                                      |                                                                | |                                |
| Calogrenant           |                                                                                      |                                                                | |                                |
| Caradoc               | Karadoc                                                                              | Caradoc Vreichvras (Caradoc Braço-Forte)                       | |                                |
| Colgrevance           |                                                                                      |                                                                | |                                |
| Constantino           | Constantine                                                                          |                                                                | Filho de Cador e que se tornou rei após a morte de Artur                                                                          |                                |
| Cordo                 |                                                                                      | O Bobo da Corte                                                | |                                |
| Daniel                |                                                                                      |                                                                | |                                |
| Dinadan               |                                                                                      |                                                                | Irmão de Daniel e Brunor |                                |
| Gaheris               | Guerrehet                                                                            |                                                                | Filho de Lot e de Morgause |                                |
| Galahad               | Galaaz                                                                               | Galahad, Le Preux (Galahad, o Valente Cavaleiro)               | Filho de Lancelote |                                |
| Galehaut              |                                                                                      |                                                                | Senhor das ilhas longínquas |                                |
| Gareth                | Gaheriet                                                                             | Gareth, o Franco                                               | Filho de Lot e de Morgause |                                |
| Gauvain               | Galvão (versão portuguesa medieval), Gawain, Gauvaine, Gawaine, Balbhaidh, Gwalchmai | O Falcão                                                       | Filho de Lot e de Morgause e sobrinho de Artur                                                                                    | Sir Gawain e o Cavaleiro Verde |
| Geraint               | Erec                                                                                 |                                                                | | Érec e Énide                   |
| Gingalain             |                                                                                      | O Belo Desconhecido                                            | Filho de Gauvain |                                |
| Girflet               | Jauffré                                                                              |                                                                | |                                |
| Hector de Maris       | Hector, Ector                                                                        | Heitor de Mares                                                | Filho do rei Ban de Benoic e da rainha Helena, padrasto de Artur e pai de Kay                                                     |                                |
| Hoel                  |                                                                                      |                                                                | |                                |
| Hunbaut               |                                                                                      |                                                                | |                                |
| Ivain                 | Ivaine, Ywain, Owain, Owains                                                         | O Cavaleiro do Leão                                            | Filho de Uriens e de Morgana. Um dos melhores cavaleiros, banido por Artur, mas a ele fiel e às demandas. Acompanhado de um leão. |                                |
| Ivain, o Bastardo     |                                                                                      |                                                                | Também filho de Uriens |                                |
| Kay                   | Cai, Kai, Keu, Caius, Caio                                                           |                                                                | Senescal, frequentemente associado com Bedivere, um dos primeiros personagens a figurar na coroação de Artur                      |                                |
| Lamorak               |                                                                                      |                                                                | |                                |
| Lancelot              | Lançarote, Lancelote, Launcelot                                                      | Lancelot do Lago, O Cavaleiro da Carroagem, O Cavaleiro Branco | Filho do rei Ban, meio-irmão de Heitor e Pai de Galahad. Criado por Viviane num lago. Salvador e amante de Guinevere.             |                                |
| Leodegrance           | Leodegrans, Léodagan                                                                 |                                                                | Pai de Guinevere e Guardião da Távola Redonda                                                                                     |                                |
| Leonel                | Lionel                                                                               |                                                                | Filho do rei Bohort |                                |
| Lucan                 |                                                                                      |                                                                | |                                |
| Meleagant             |                                                                                      |                                                                | Se dizia filho bastardo de Leodegrance e sequestrou Guinevere                                                                     |                                |
| Mordred               | Mortret                                                                              | Jovem Deus Cornudo                                             | Filho ilegítimo de Artur e Morgana e destruidor do seu reino                                                                      |                                |
| Morholt               |                                                                                      |                                                                | |                                |
| Palamedes             |                                                                                      | O Sarraceno                                                    | O Cavaleiro da Besta Ladradora.                                                                                                   |                                |
| Pelleas               |                                                                                      |                                                                | |                                |
| Pellinore             |                                                                                      |                                                                | Pai de Elaine, que com a ajuda de Morgana se casou com Lancelote e foi mãe de Galahad                                             |                                |
| Perceval              | Peredur, Percival, Persifal, Parsifal, Parcival, Parzifal                            | Perceval o Gaulês                                              | Filho de Pellinore e, em algumas versões, vencedor da demanda do Graal                                                            | Graal A neve e o sangue.       |
| Safir                 |                                                                                      |                                                                | Irmão de Palamedes |                                |
| Sagramor              | Sagremor                                                                             | Sagramor, le Desrée                                            | Neto do imperador Adriano de Constantinopla                                                                                       |                                |
| Tor                   |                                                                                      |                                                                | |                                |
| Tristão               | Tristan, Tristam                                                                     | Tristão de Lyonesse                                            | | Tristão e Isolda               |
| Uriens                |                                                                                      |                                                                | Rei de Gore, foi casado com Morgana, irmã de Artur                                                                                |                                |
| Rei Artur             |                                                                                      |                                                                | Coroado rei da Bretanha após retirar a espada da pedra (Excalibur) e jurar fidelidade a Avalon.                                   | Rei Artur                      |
|                       |                                                                                      |                                                                | |                                |